# Kazimierz Kosiba

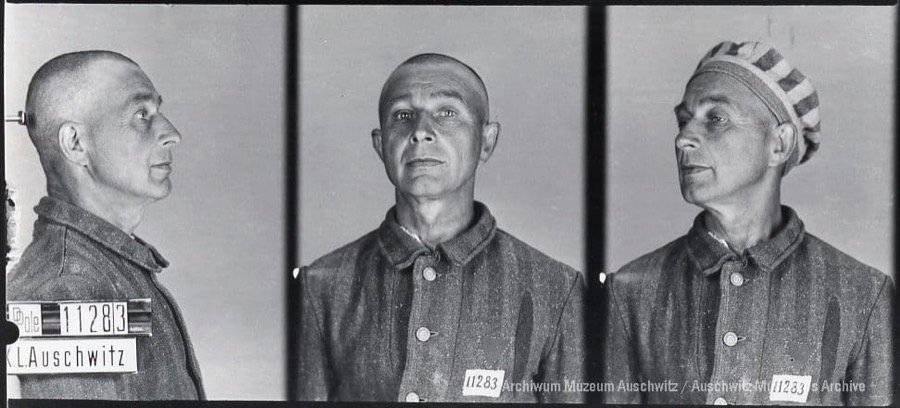
Kazimierz Kosiba, jako więzień KL Auschwitz nr 11283

Kazimierz Kosiba (ur. 3 czerwca 1893 w Tarnowie, zm. 9 kwietnia 1942 w KL Auschwitz) – major piechoty Wojska Polskiego, działacz niepodległościowy, kawaler Orderu Virtuti Militari.

## Życiorys
Urodził się 3 czerwca 1893 w Tarnowie, ówczesnym mieście powiatowym Królestwa Galicji i Lodomerii, w rodzinie Bronisława i Józefy z Ragatów . Ukończył szkołę powszechną i Państwowe Seminarium Nauczycielskie w Tarnowie.
12 kwietnia 1927 został mianowany majorem ze starszeństwem z 1 stycznia 1927 i 9. lokatą w korpusie oficerów piechoty. W maju tego roku został przeniesiony z 4 pp Leg. do 48 pułku piechoty w Stanisławowie na stanowisko dowódcy II batalionu. W kwietniu 1928 został przesunięty na stanowisko oficera sztabowego pułku. 15 stycznia 1930 został przeniesiony do Dowództwa Okręgu Korpusu Nr VI we Lwowie na stanowisko inspektora wyszkolenia Wychowania Fizycznego i Przysposobienia Wojskowego przy 6 Okręgowym Urzędzie WFiPW z siedzibą we Lwowie. 22 września 1932 został przeniesiony do 39 pułku piechoty w Jarosławiu na stanowisko dowódcy II batalionu, detoszowanego w Lubaczowie. W lutym 1937 został przeniesiony do 69 pułku piechoty w Gnieźnie na stanowisko kwatermistrza . W następnym roku zajmowane przez niego stanowisko otrzymało nazwę „II zastępca dowódcy pułku”.
W czasie okupacji niemieckiej był komendantem Obwodu ZWZ w Dąbrowie Tarnowskiej . Został aresztowany przez Niemców. 5 kwietnia 1941 został uwięziony w obozie koncentracyjnym Auschwitz, w którym zginął 9 kwietnia 1942 .

## Ordery i odznaczenia
- Krzyż Srebrny Orderu Wojskowego Virtuti Militari nr 6260 – 17 maja 1922[16][1][17][18]
- Krzyż Niepodległości – 6 czerwca 1931 „za pracę w dziele odzyskania niepodległości”[19][20][21]
- Krzyż Walecznych trzykrotnie[22][23][24]
- Złoty Krzyż Zasługi – 10 listopada 1928 „w uznaniu zasług położonych w poszczególnych działach pracy dla wojska”[25][26]
- Medal Pamiątkowy za Wojnę 1918–1921[22]
- Medal Dziesięciolecia Odzyskanej Niepodległości[22]
- Swastyka 4 Pułku Piechoty Legionów Polskich[27]